# Rio Anatori
O rio Anatori é um pequeno rio numa zona remota do Districto de Tasmânia no estremo Noroeste da Ilha do Sul na Nova Zelândia.
O rio corre em dois sítios (a norte e a sul) na serra de Wakamarama, correndo depois para norte a noroeste durante aproximadamente 12 quilómetros. A foz do rio é acessível através de uma estrada esburacada da costa oeste de Farewell Spit e Collingwood, a cidade mais próxima. Existe uma pequena aldeia, Anatori, na foz do rio.